# Lactarius helvus
Lactarius helvus (Elias Magnus Fries, 1821 ex Elias Magnus Fries, 1838) din încrengătura Basidiomycota în familia Russulaceae și de genul Lactarius,  este de fapt o specie de ciuperci ușor otrăvitoare, dar comestibilă ca burete de condiment în cantități mici, denumită în popor lăptar gri-roz. Acest soi destul de răspândit de la câmpie la munte coabitează, fiind un simbiont micoriza (formează micorize pe rădăcinile arborilor). În România, Basarabia și Bucovina de Nord crește, solitar sau în grupuri mici, în păduri de conifere și plantații forestiere bogate în mușchi, prin turbării cu rășinoase, dar de asemenea în cele cu mesteceni, preferând un factor de mediu umed și neapărat acru. La vreme potrivită apare din iunie până în noiembrie.
Epitetul este derivat din cuvântul latin (latină helvus=gri murdar).

## Taxonomie
Specia a fost descrisă de prima dată sub denumirea Agaricus helvus de renumitul savant suedez Elias Magnus Fries în volumul 1 al operei sale Systema mycologicum din 1821. Apoi, în 1838, tot Fries a transferat soiul la genul Lactarius sub păstrarea epitetului, de verificat în cartea sa Epicrisis systematis mycologici, seu synopsis hymenomycetum. Acest taxon este valabil până în prezent (2019).
Încercările de redenumire ale micologilor germani Paul Kummer în Galorrheus helvus (1871) și Otto Kuntze în Lactifluus helvus (1891) sunt acceptate sinonim ca și toate celelalte încercări de modificare, dar, nefiind folosite, sunt neglijabile. 

## Descriere

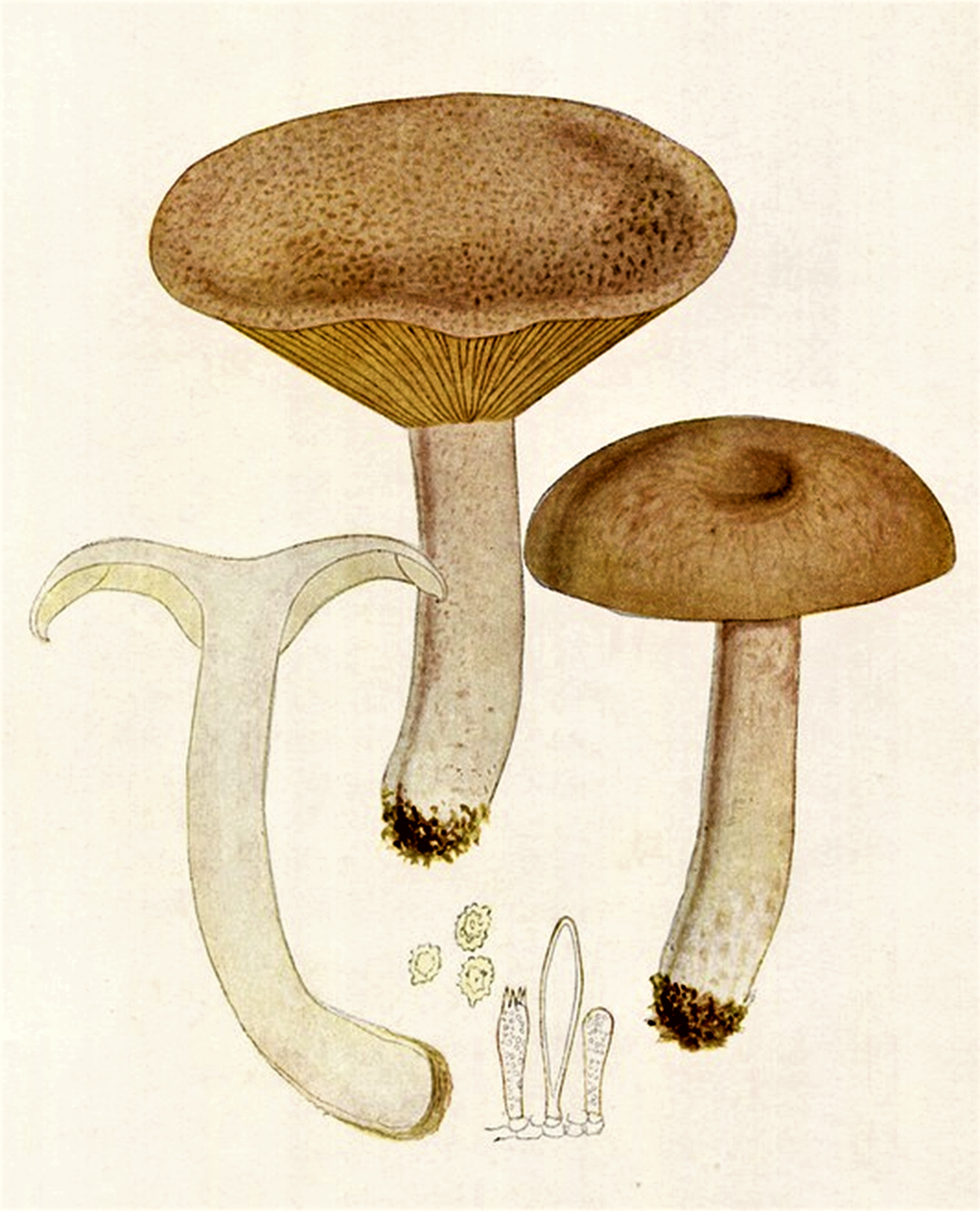
Bres.: Lactarius helvus

- Pălăria: are un diametru de 4–15 cm, este cărnoasă, fragilă, inițial boltită cu marginea răsfrântă spre inferior, mai târziu aplatizată cu marginea subțire, adesea neregulată și ondulată, în centru adâncită și prevăzută cu o cocoașă sau un tubercul mic. Cuticula este uscată, mată, catifelată până fin pâsloasă și neozonată. Coloritul variază extrem, el este preponderent gri-roz, dar poate fi și albicios, gri murdar, roz, galben-roșiatic, brun-portocaliu sau maroniu, în mijloc nu rar de culoare mai închisă.
- Lamelele: sunt destul de subțiri, arcuite, dense, cu lameluțe intercalate, ocazional bifurcate, fiind la început dințat aderate la picior, cu avansarea la maturitate decurente. Coloritul este în tinerețe alb cu nuanțe slab rozalii, devenind cu timpul gălbui până ocru-gălbui.
- Piciorul: plin, puternic și gros cu o înălțime de 4-9 cm (pe mușchi până la 13 cm) și o lățime de 1-4,5 cm, este neted sau ornamentat fin, uscat, cilindric, dar subțiat spre bază. Suprafața este de culoare asemănătoare cu cuticula, direct sub lamele albicioasă, baza fiind învelită într-un țesut miceliar albicios. Nu prezintă o zonă inelară.
- Carnea: compactă, este de culoare ocru deschis, iar la baza piciorului brun-roșiatic. Mirosul inițial aproape imperceptibil este asemănător leușteanului respectiv condimentului Maggi cu nuanțe de schinduf și țelină care se intensifică după uscare, gustul fiind aromatic, ceva de nuci, pentru unii ceva zgârcind și iritant.
- Laptele: este de gust blând, translucid, apos care dispare la ciupercile bătrâne. Nu se decolorează după uscare.[3][4]
- Caracteristici microscopice: are spori rotunjori până slab elipsoidali, ușor amiloizi (ce înseamnă colorabilitatea structurilor tisulare folosind reactivi de iod), hialini (translucizi), acoperiți cu numeroși țepi fini, având o mărime de 6,5-9 x 5,5-6,5 microni. Pulberea lor este slab gălbuie. Basidiile cu în mod normal 4 sterigme fiecare sunt cuneiforme și măsoară 30-35 x 6-8 microni. Cistidele (elemente sterile situate în stratul himenal sau printre celulele din pielița pălăriei și a piciorului, probabil cu rol de excreție) de 55-70 x 6-12 microni sunt multiforme.[10] Diferențiat, cheilocistidele de 20-75 x 7-9 µm pot fi cilindrice sau ușor clavate, fiind septate de unu până cinci ori (o caracteristică unică pentru lăptarii europeni), iar cele multe pleurocistide de 40-70 x 7-12 µm sunt cilindrici până fusiforme. Cuticula este numai puțin diferențiată, fiind compusă din hife largi de 4–12 µm, parțial paralele, dar în majoritate neregulat întrețesute, între care decurg lactiferele.[11]
- Reacții chimice: Cuticula se colorează cu acid sulfuric imediat palid carneu, carnea cu anilina de fenol mai întâi roșiatic, apoi negricios-purpuriu și cu guaiacol imediat vinaceu, după 10 minute brun-vinaceu, cuticula cu Hidroxid de potasiu ceva gălbui, carnea în apropierea cuticulei și piciorul cu fenol mai întâi roșiatic, apoi brun murdar, carnea și lamelele cu sulfat de fier slab carneu precum carnea cu tinctură de Guaiacum imediat gri-verzui închis.[12][13]

În general, această specie este foarte dificil de descris. Există deosebiri clare la culoare și proporție: ciuperci crescute mai mari preponderent portocaliu-maronii și altele mai mici de obicei gri-rozalii. În 1989, Marcel Bon a încercat, împreună cu micologul austriac Anton Hausknecht, să determine forma mai deschisă drept variație sub denumirea Lactarius helvus var. albidus.

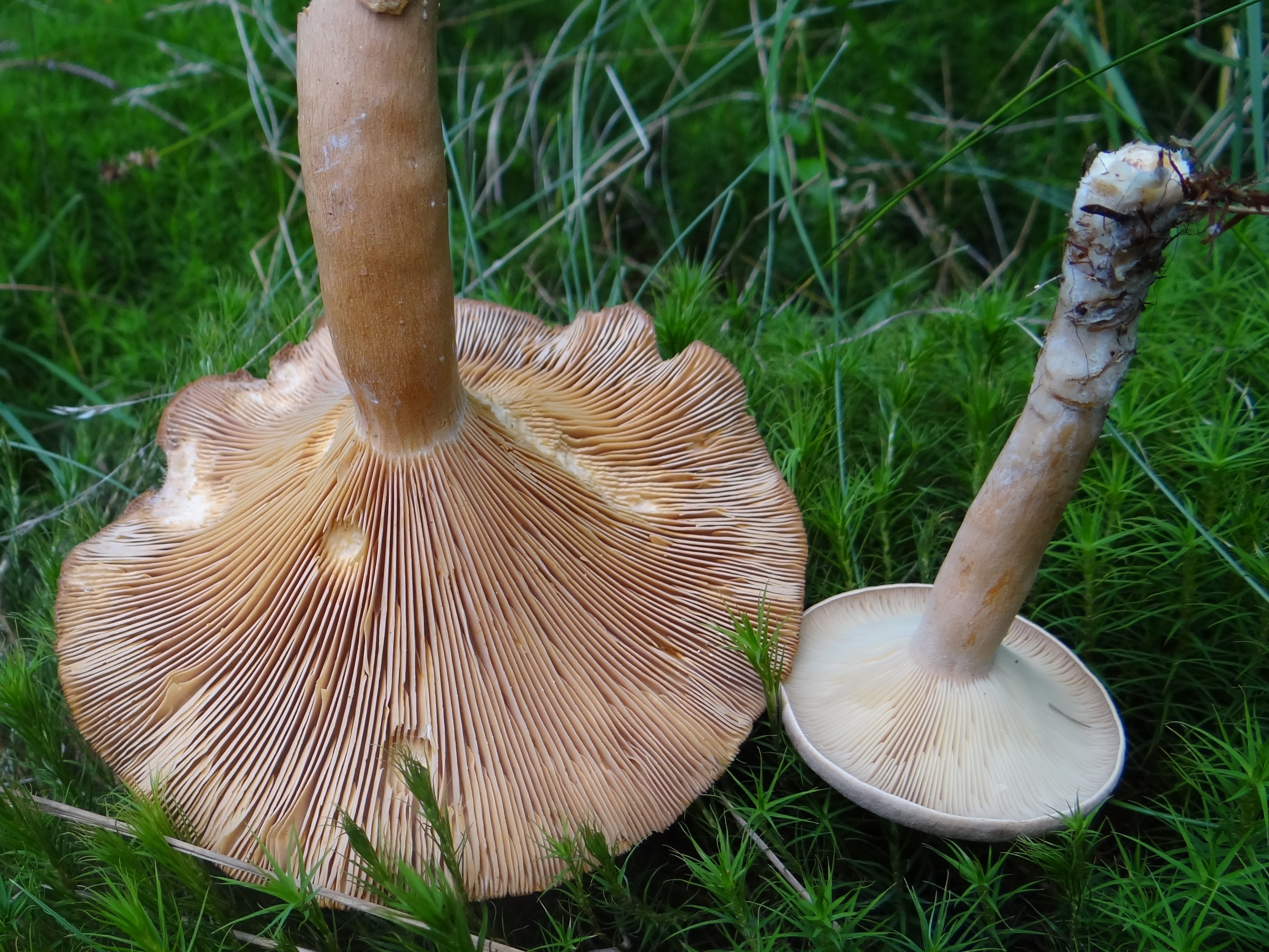
L helvus, lamele și picior
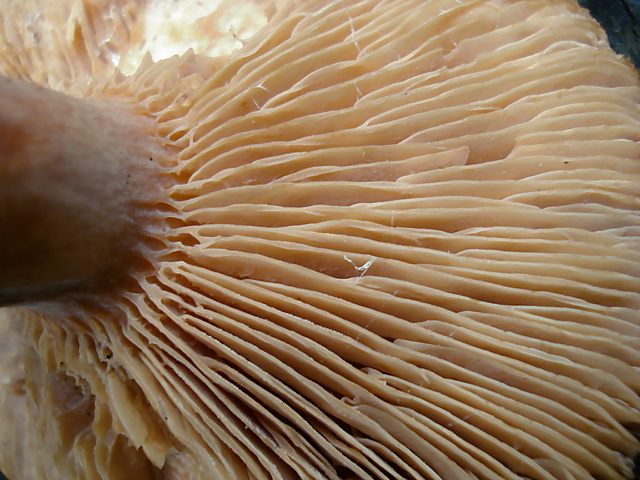
L helvus, lamele din apropiere
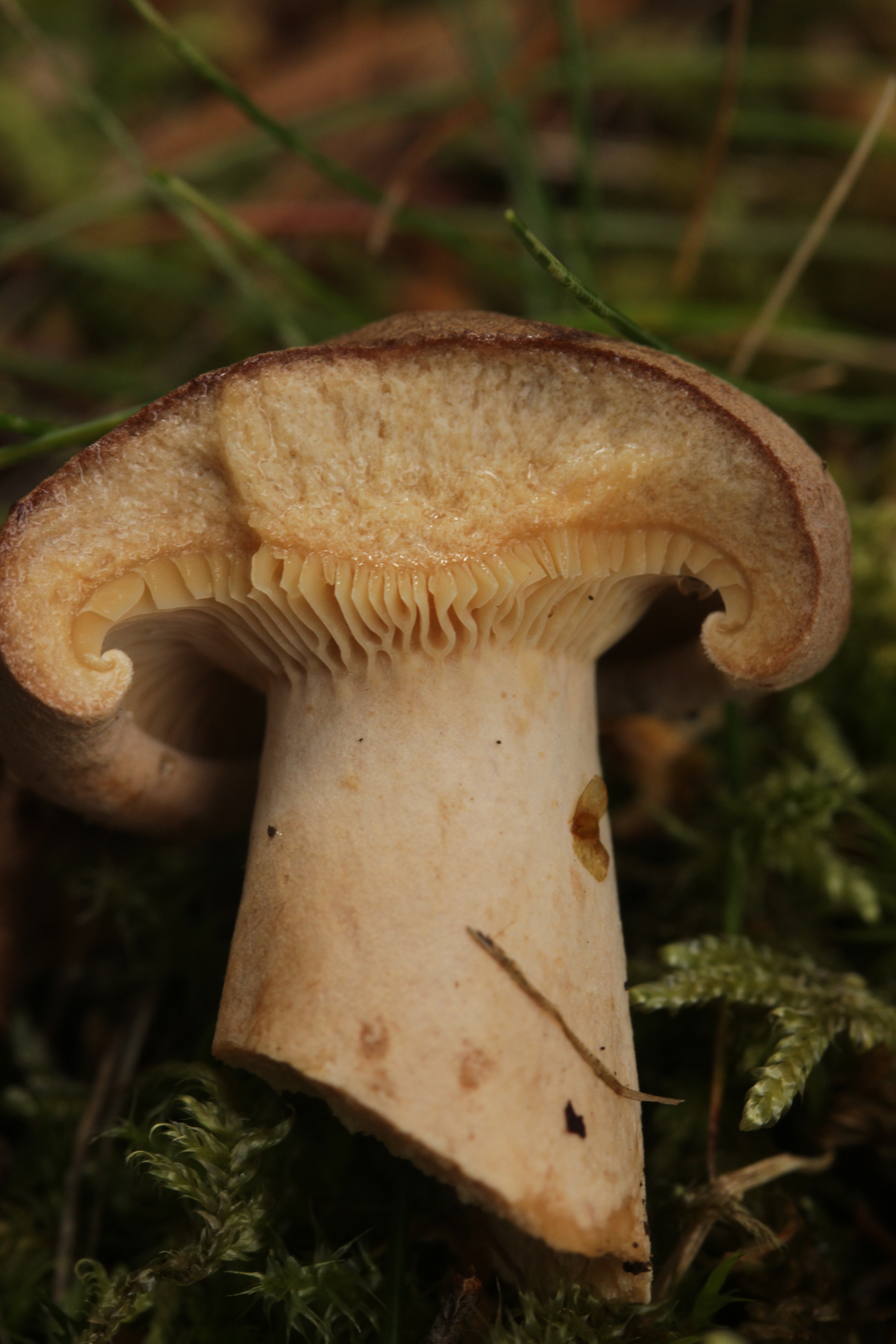
L. helvus, secțiune
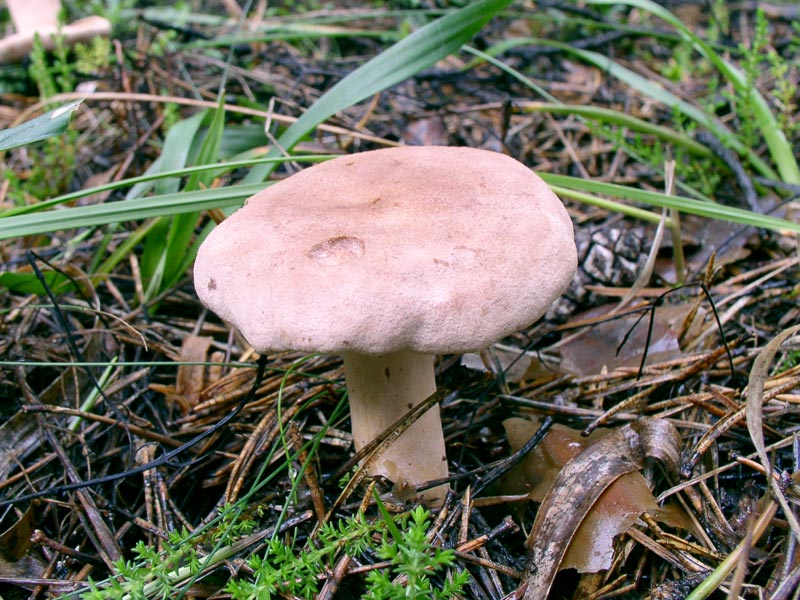
L. helvus mai tânăr
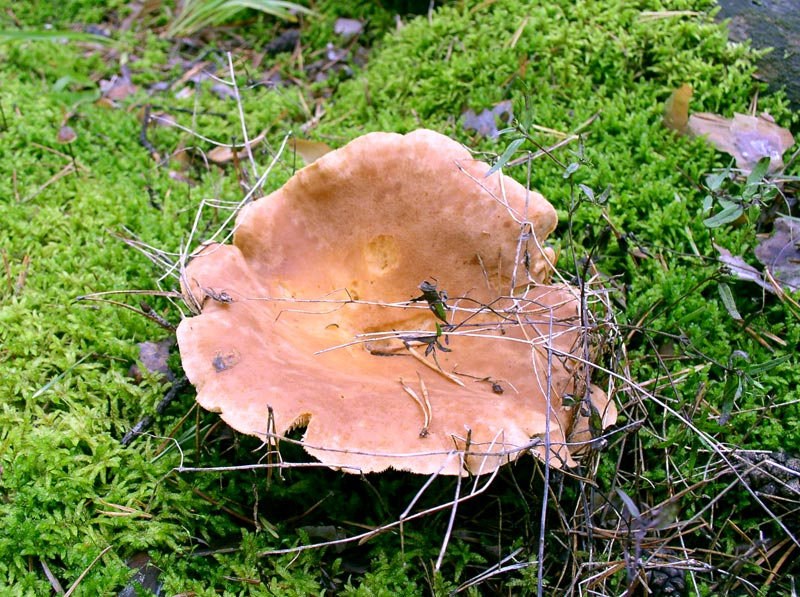
L. helvus bătrân
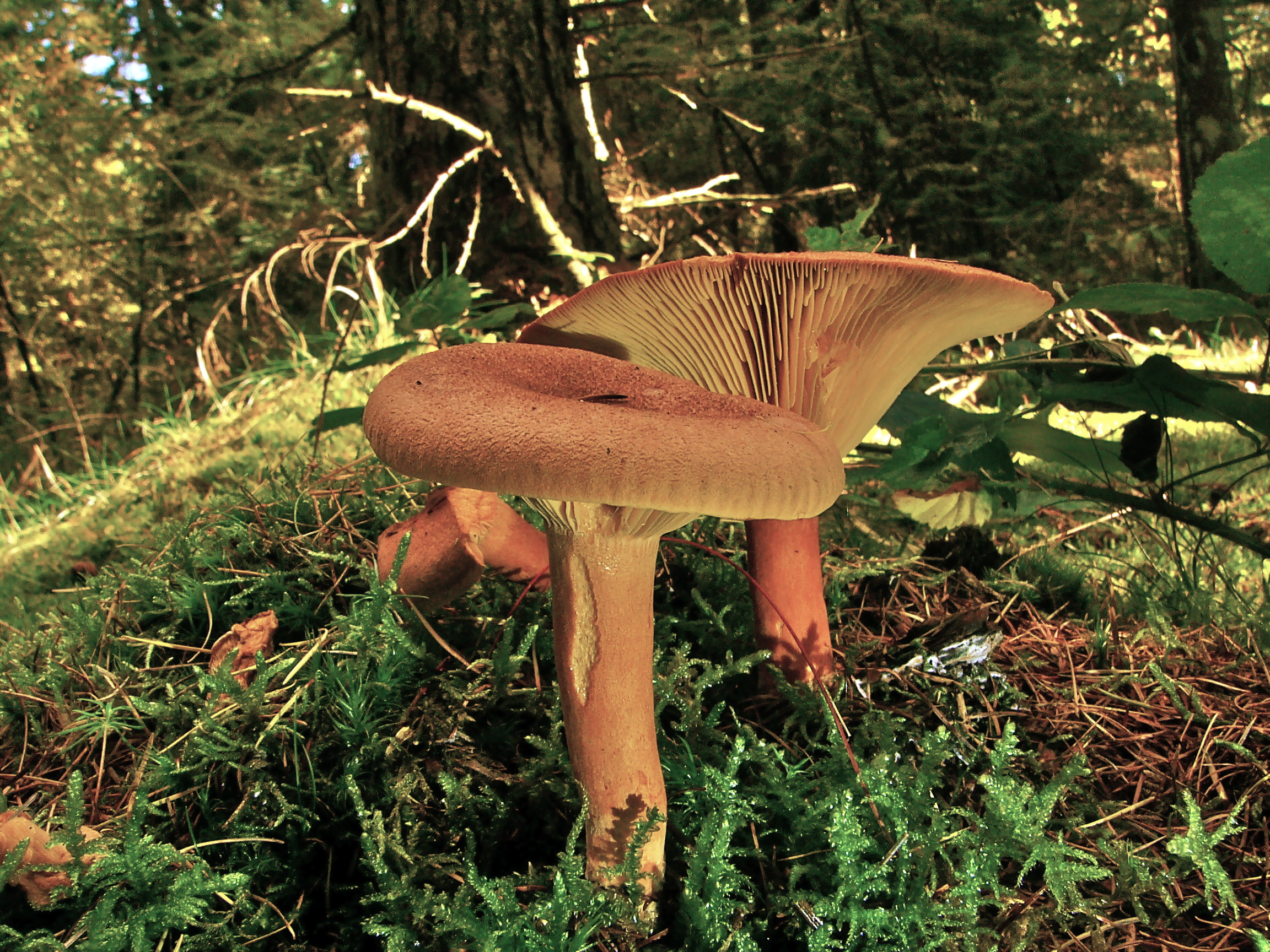
L. helvus cu aspect brun-roșiatic
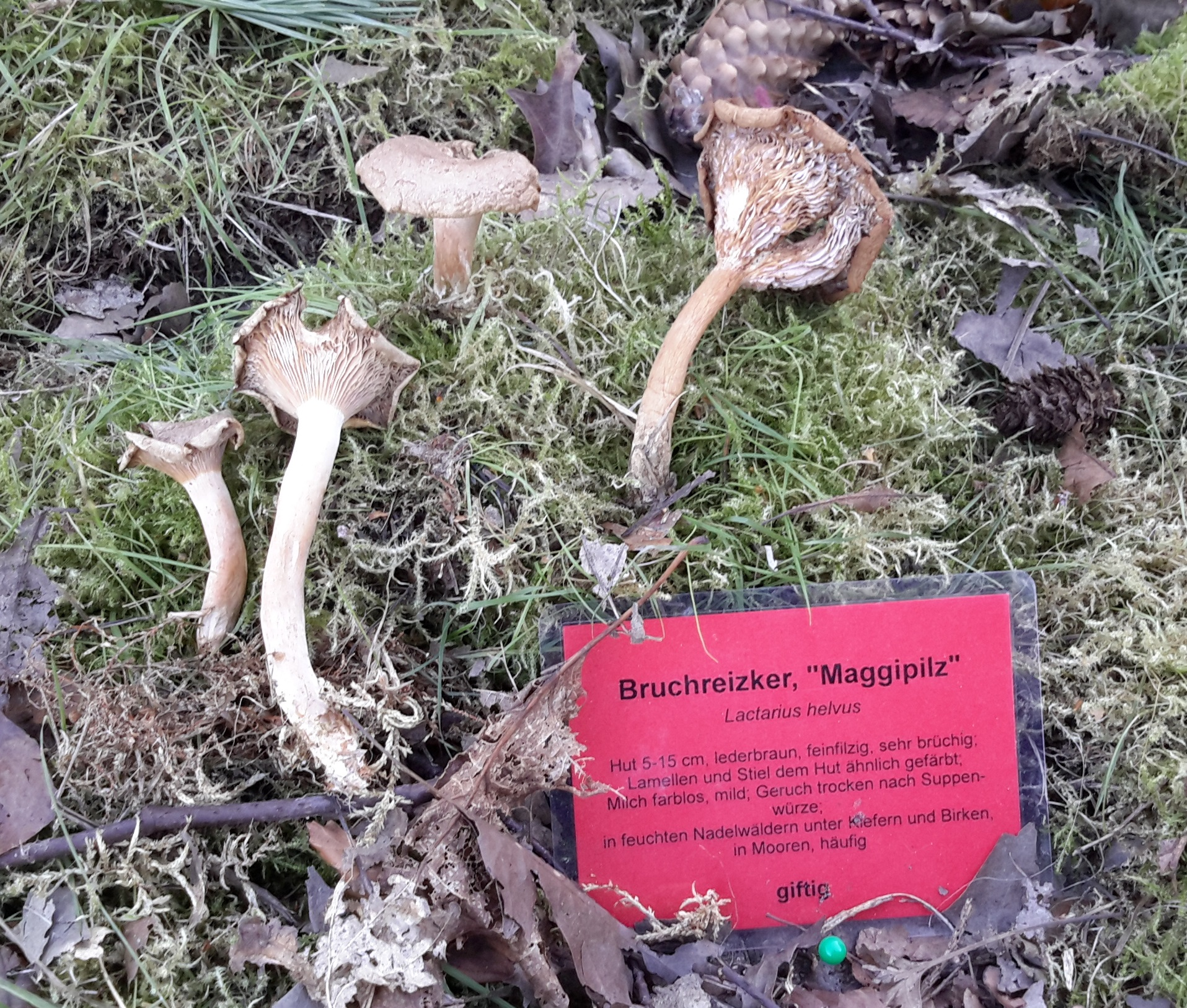
L. helvus bătrâni gri-rozi

## Confuzii
Specia poate fi confundată în primul rând cu comestibilul Lactarius camphoratus, de miros asemănător, cu un miros mai slab de Maggi, tot un burete excelent de condiment sau necometibilii Lactarius serifluus și ''Lactarius subumbonatus. Mai există alte specii asemănătoare de alt miros, în majoritate necomestibile din cauza iuțimii (peste 20, de exemplu Lactarius rufus, Lactarius torminosus fiind în plus și ușor otrăvitor. O probă decide repede între cele comestibile respectiv necomestibile. Bureți cu lapte dulce alb pot fi mâncați. Aici câteva exemple de ciuperci cu lapte alb sau roșu: Lactarius aurantiacus sin. Lactarius mitissimus (comestibil), Lactarius corrugis, Lactarius deterrimus, Lactarius fuliginosus, Lactarius hygrophoroides, Lactarius piperatus, Lactarius lilacinus (necomestibil), Lactarius porninsis (comestibil), Lactarius subdulcis, Lactarius torminosus sau Lactarius volemus (cel mai savuros cu lapte alb).

## Specii asemănătoare în imagini

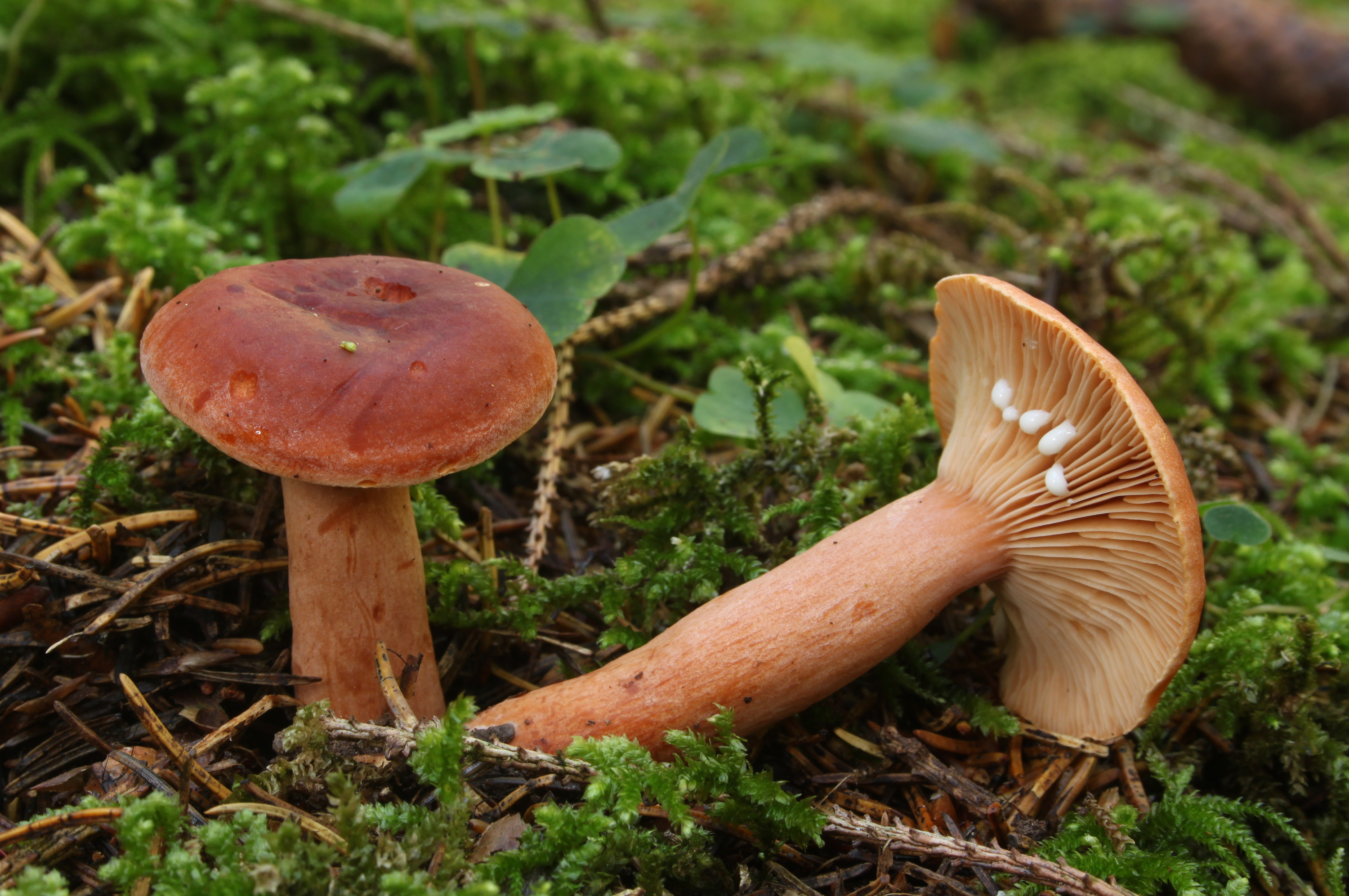
Lactarius aurantiacus
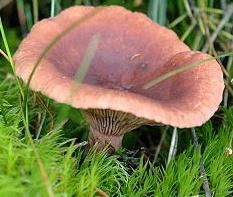
Lactarius.camphoratus
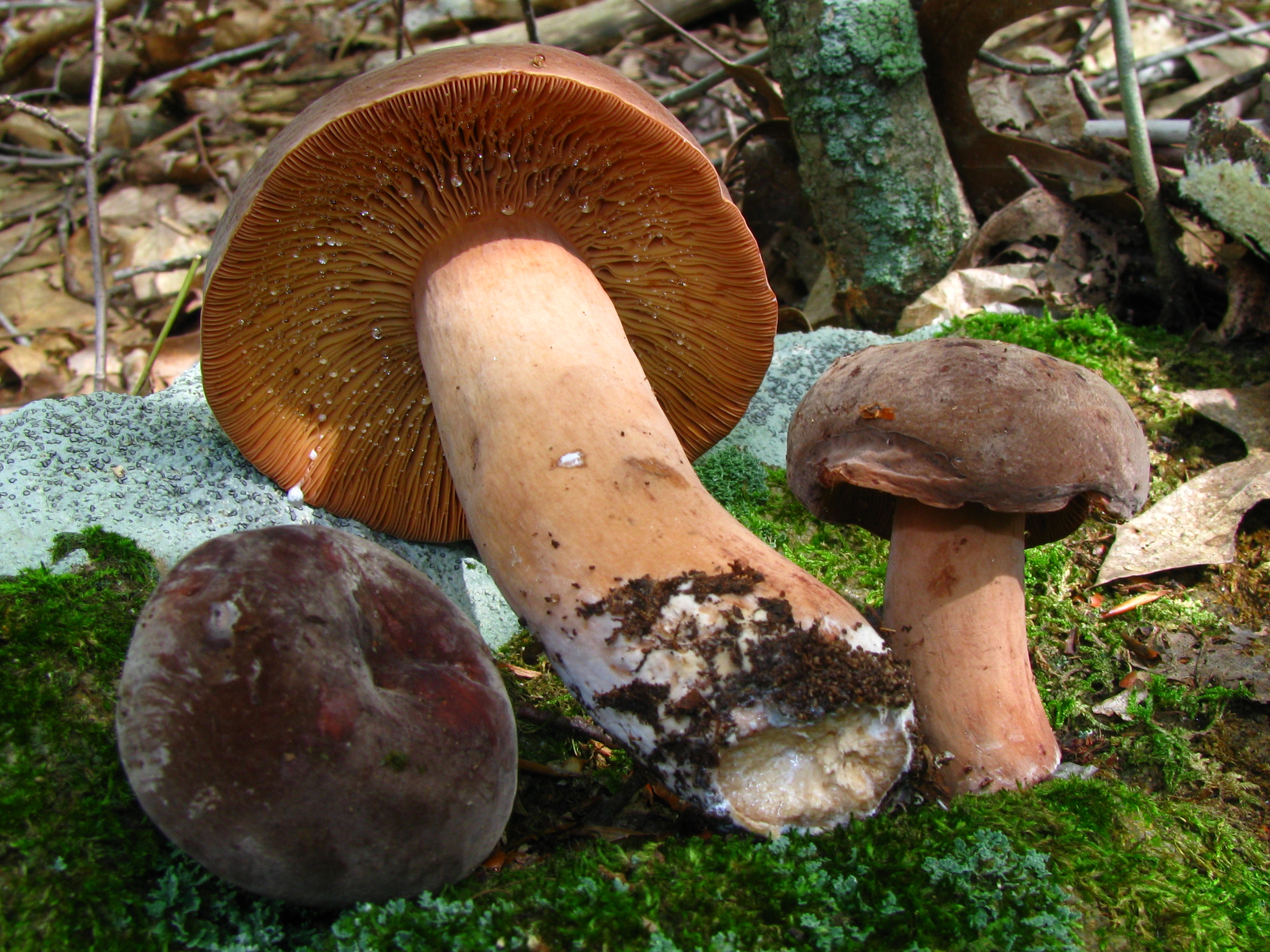
Lactarius corrugis
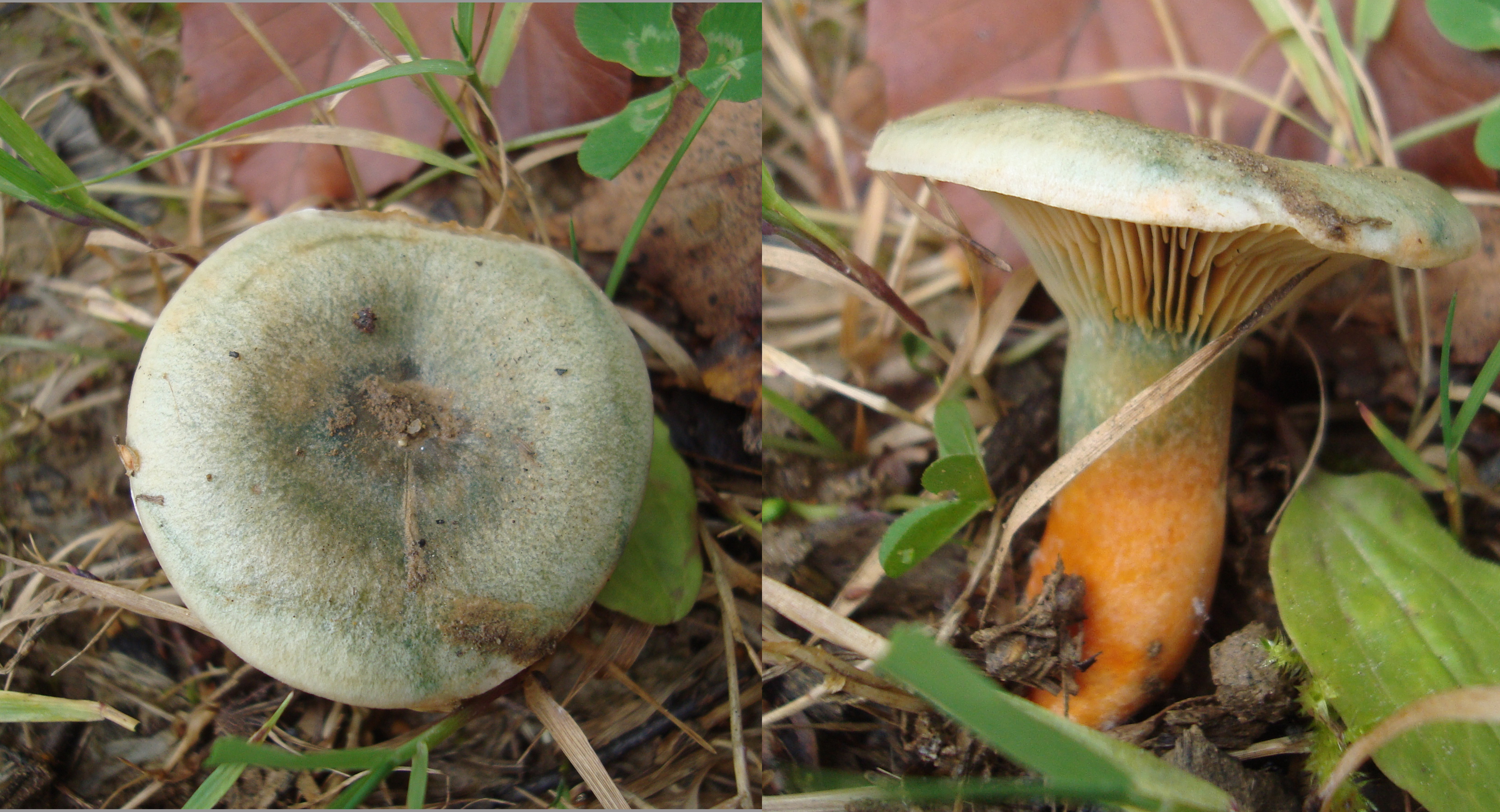
Lactarius deterrimus
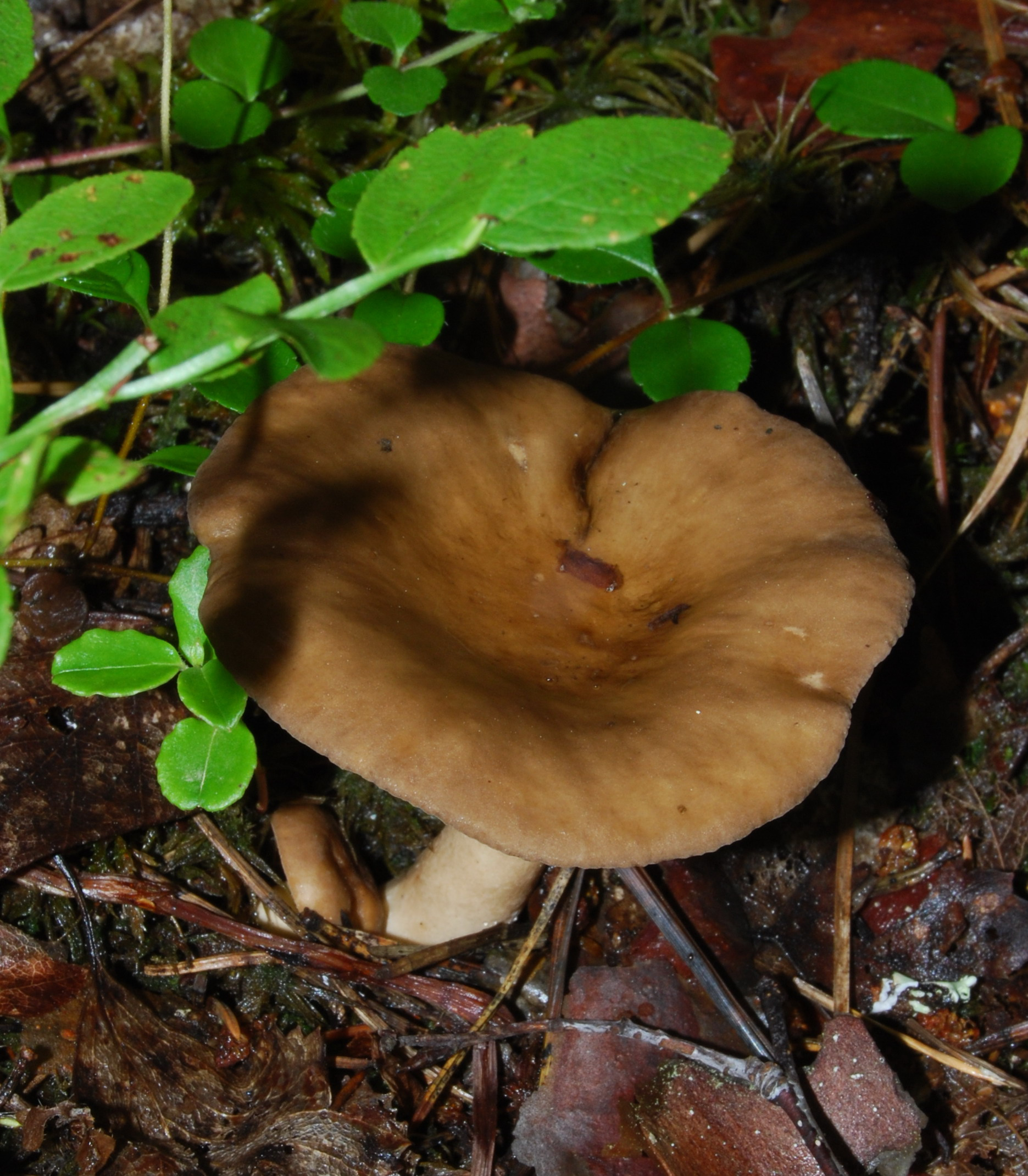
Lactarius fuliginosus
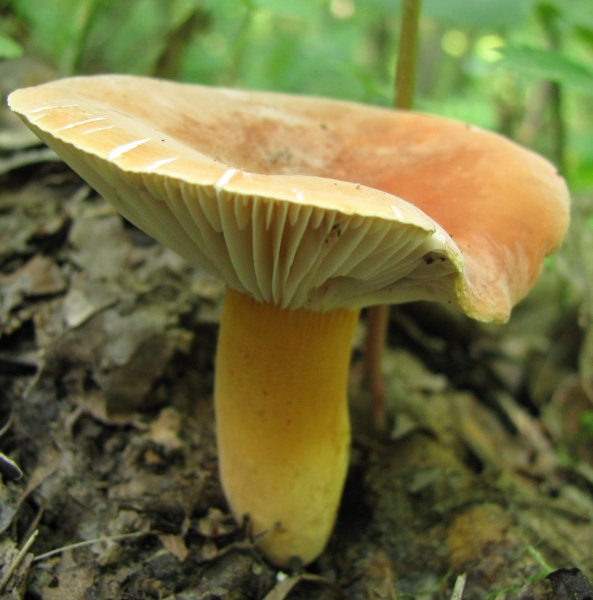
Lactarius hygrophoroides
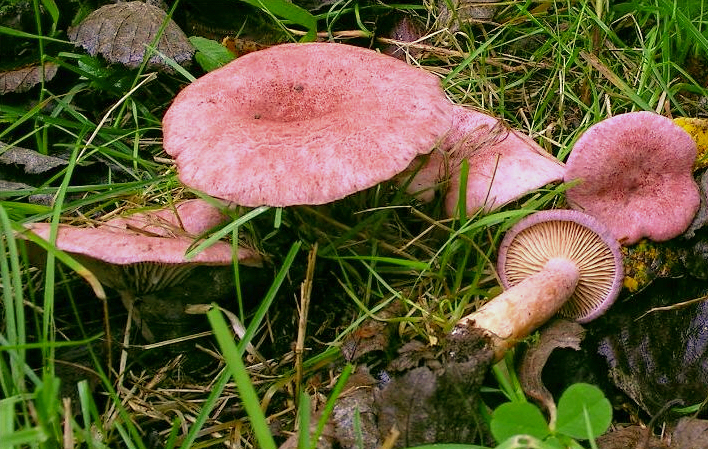
!Lactarius lilacinus!
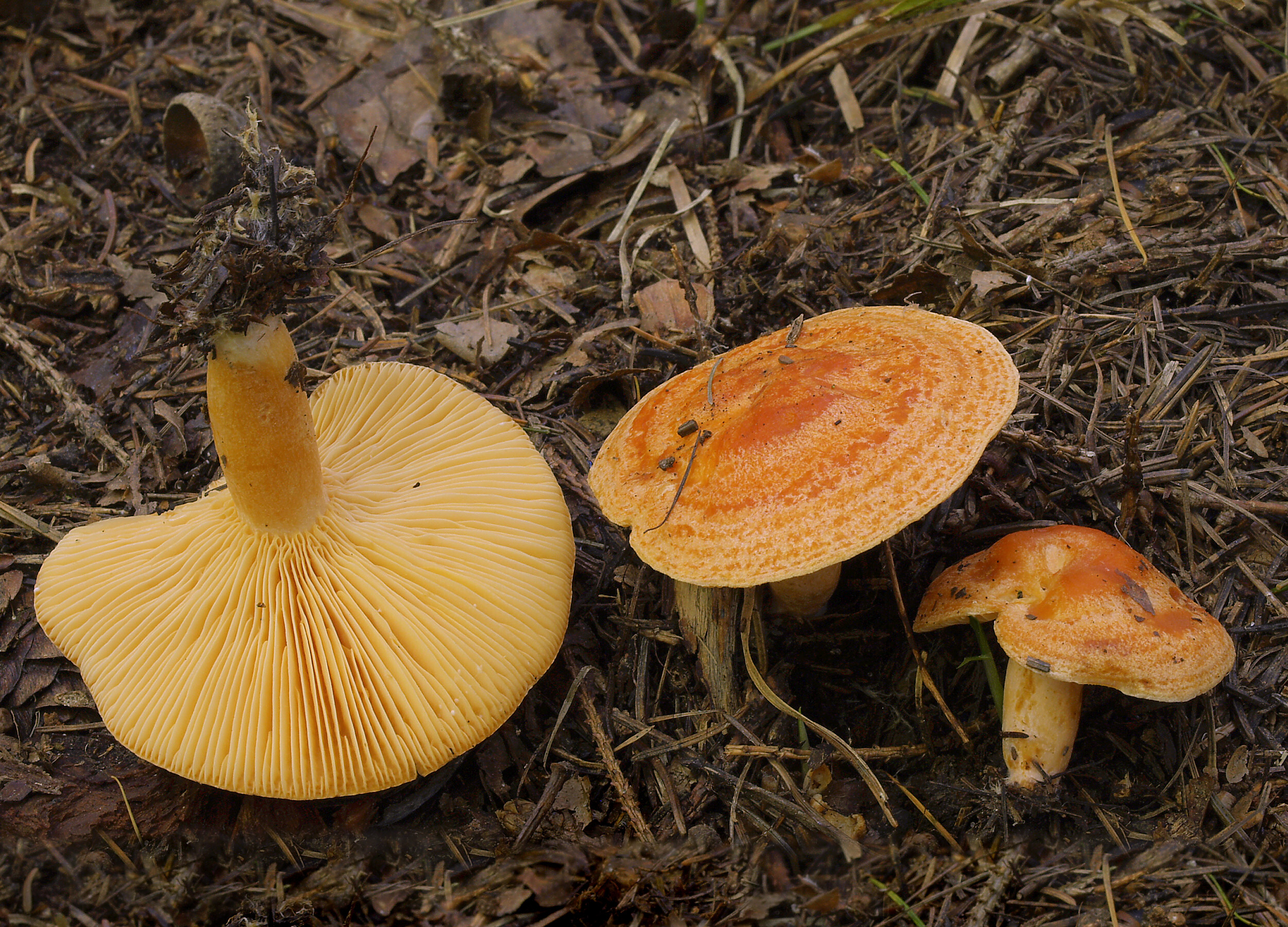
Lactarius porninsis

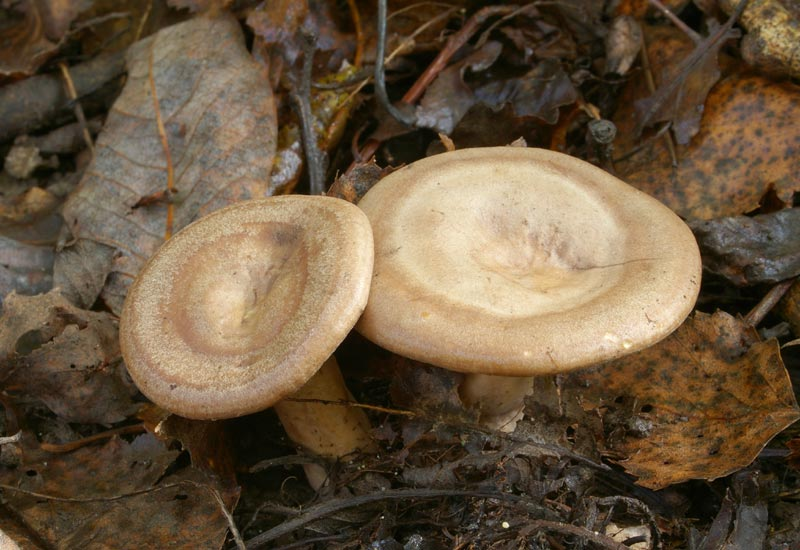
!Lactarius pyrogalus!
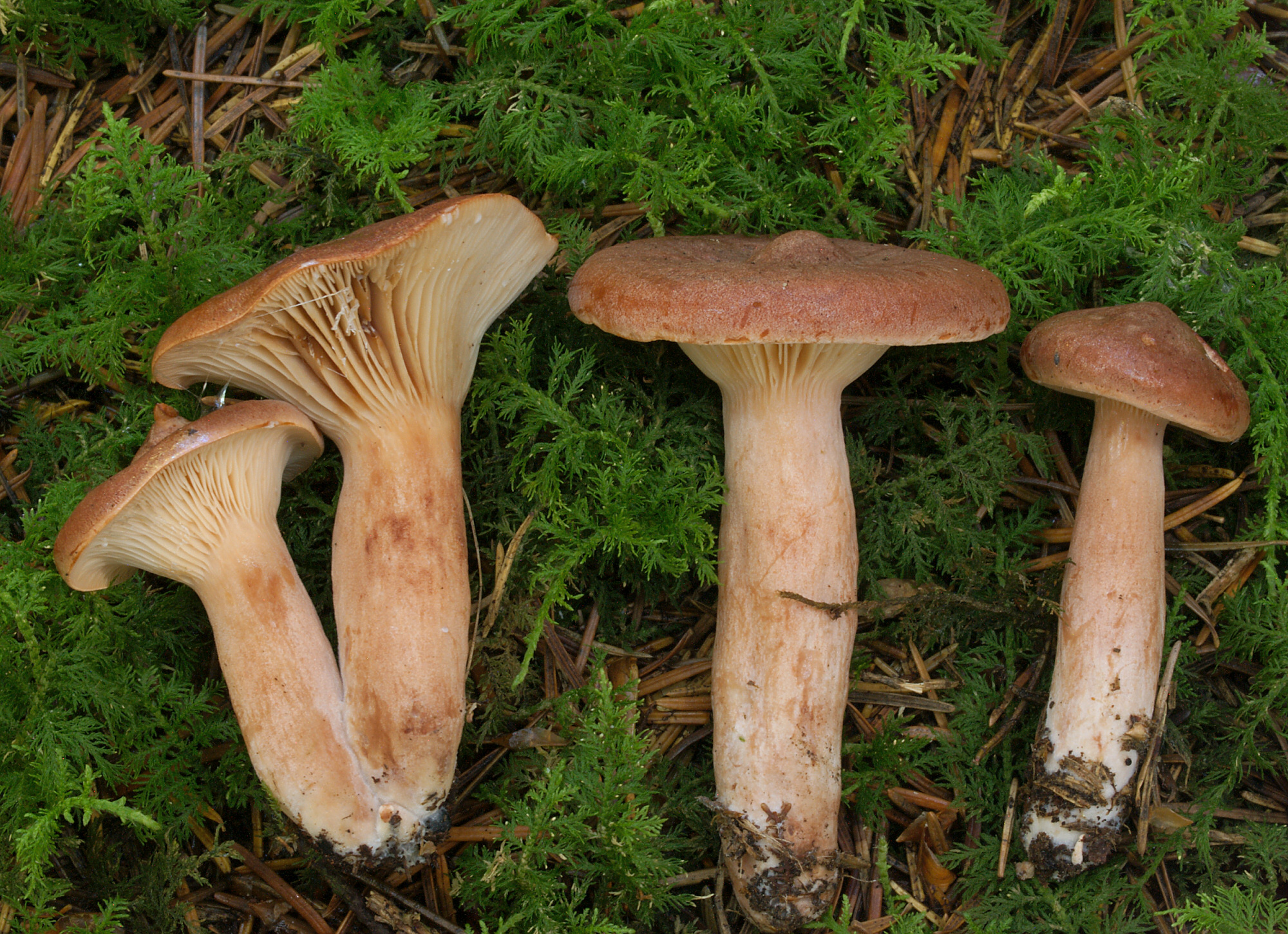
!Lactarius rufus!
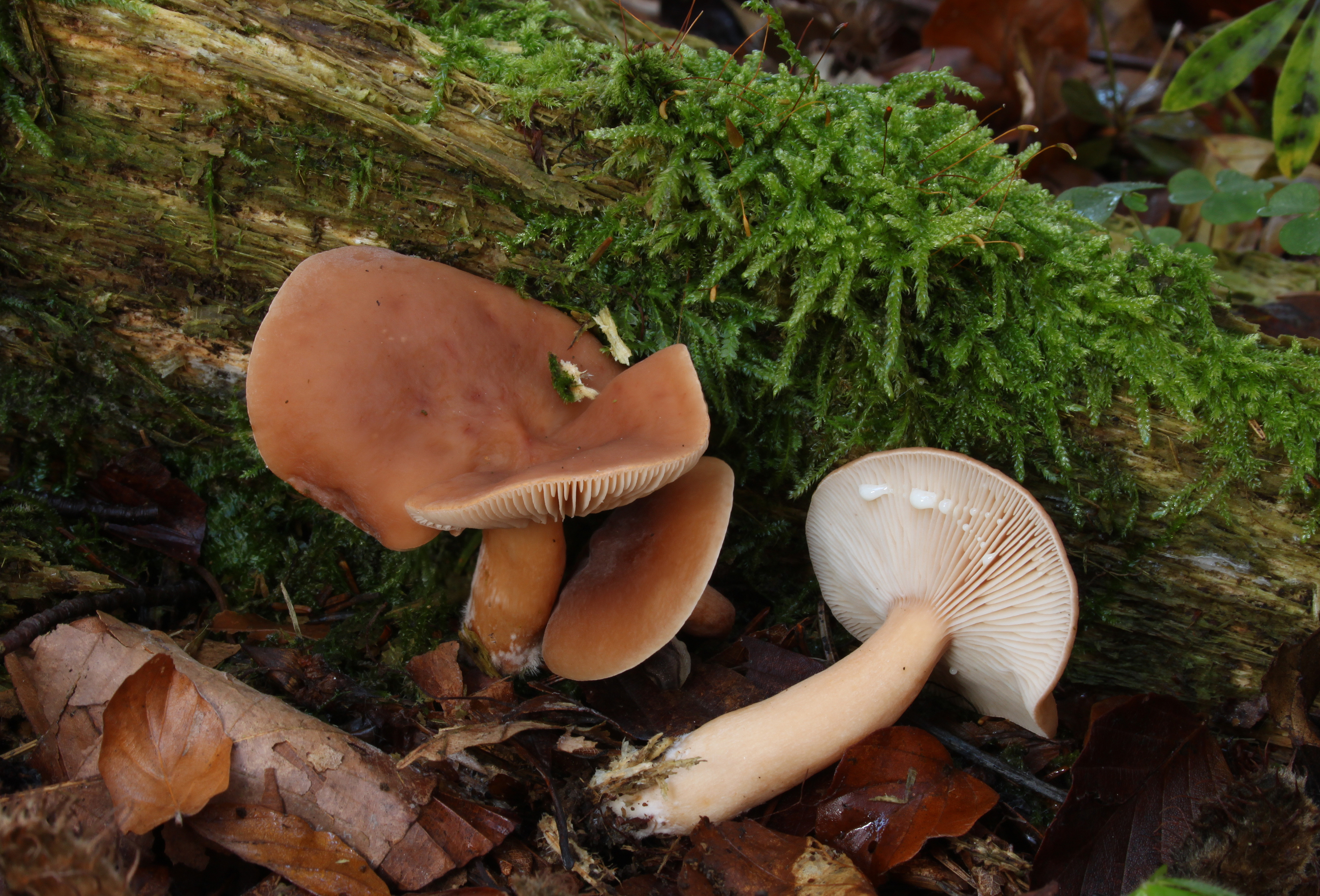
Lactarius subdulcis
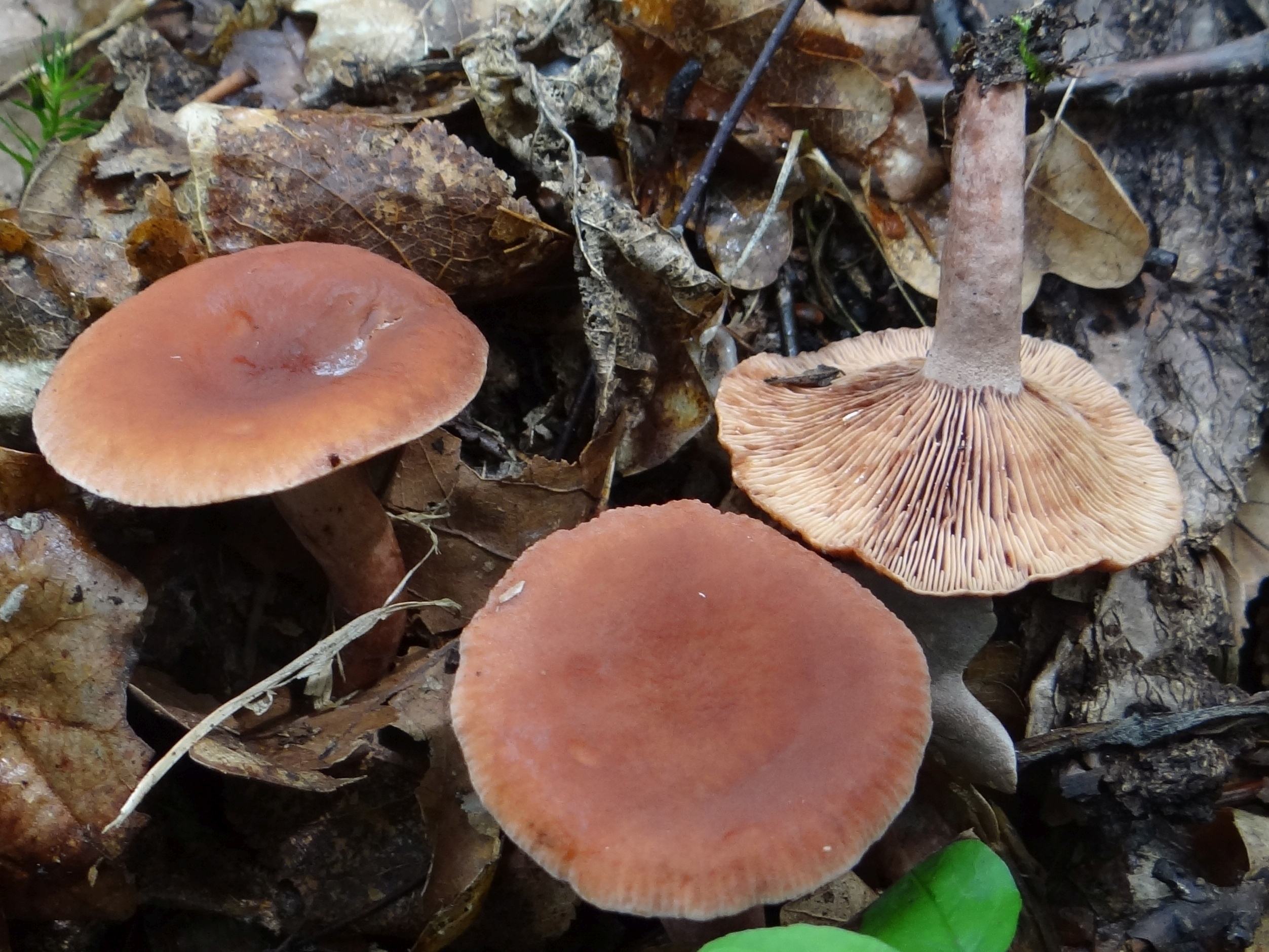
!Lactarius serifluus!
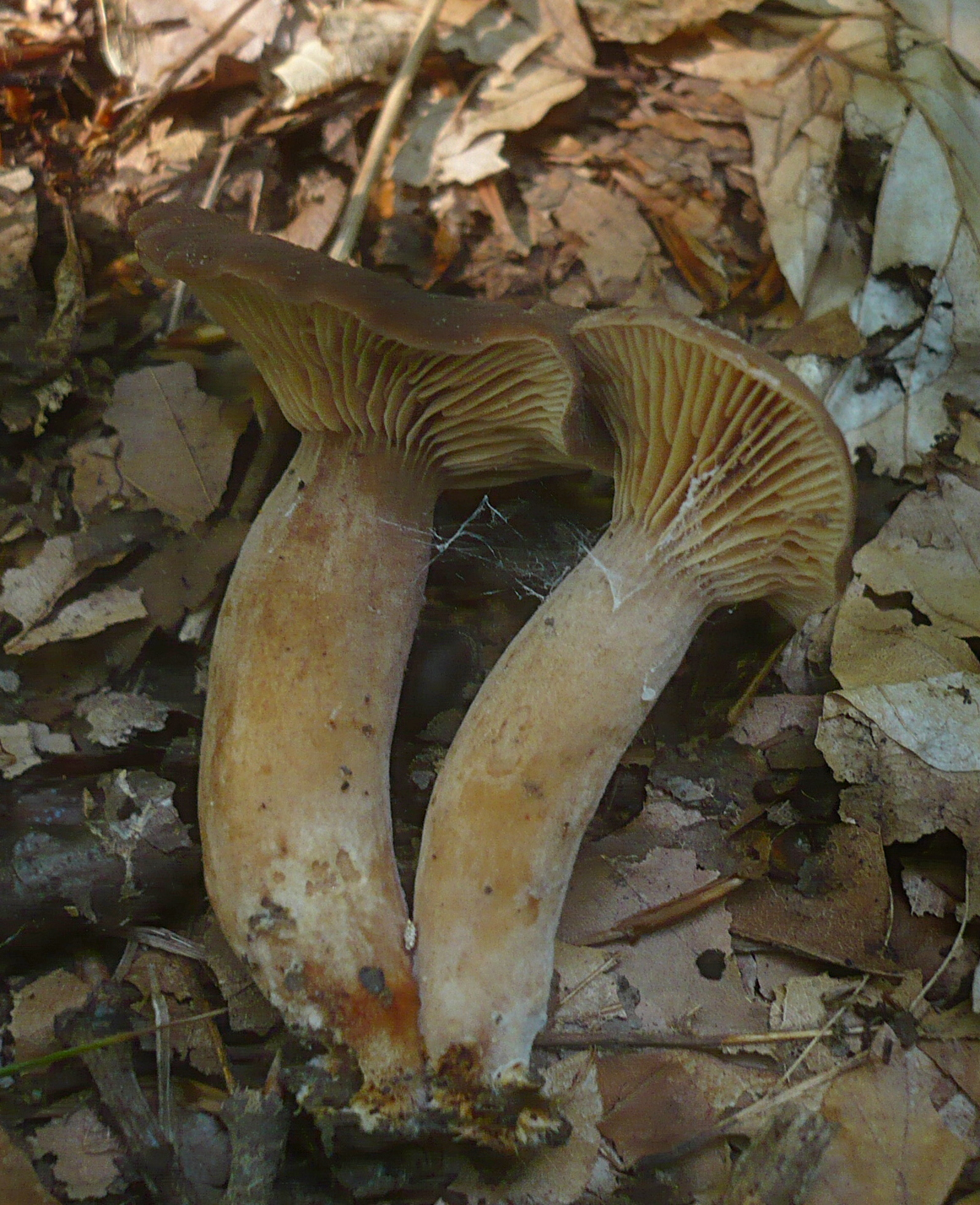
!Lactarius subumbonatus!
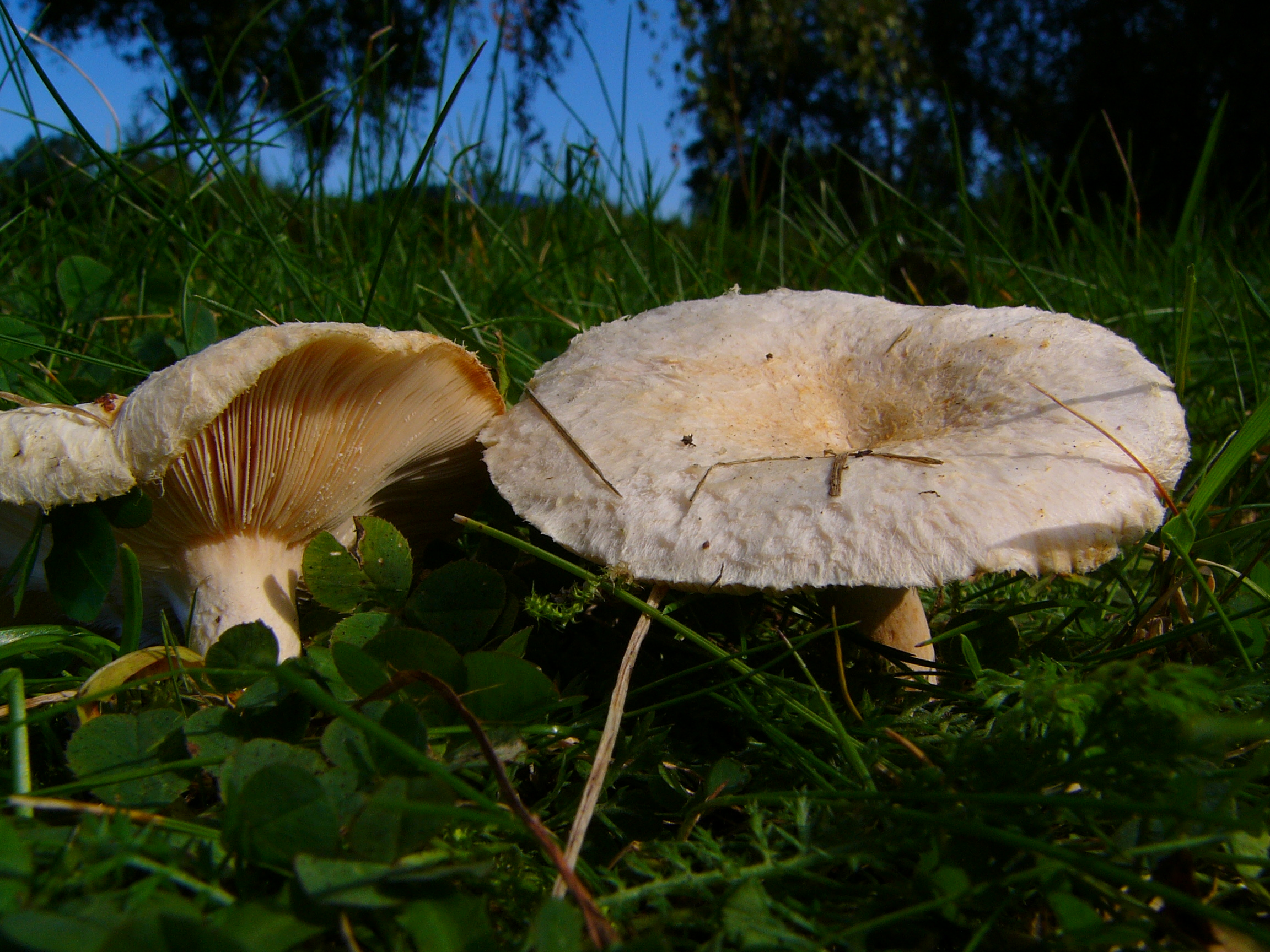
!!Lactarius torminosus!!
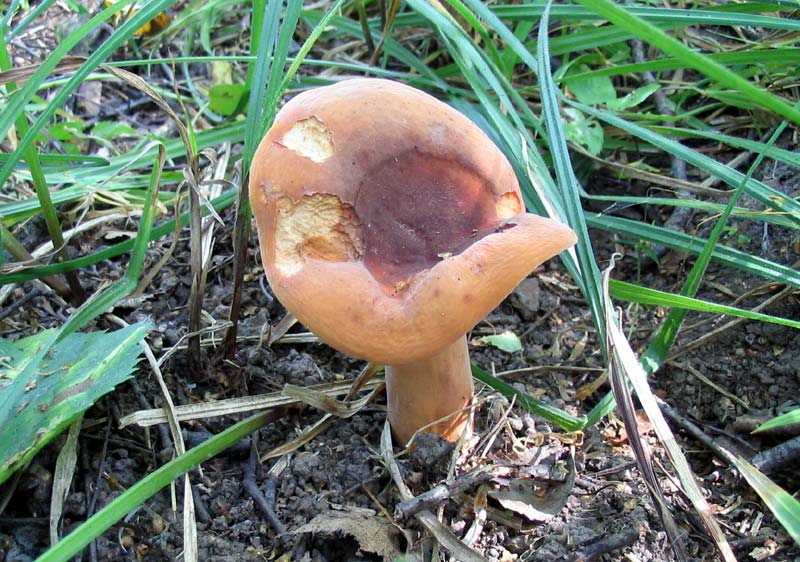
Lactarius volemus

## Valorificare

### Toxicitate
Buretele este crud ușor iritant în gust, dar provoacă probleme gastro-intestinale severe și după fierbere. În funcție de cantitatea ingerată (trebuie să fie mai mare) survin vărsături, dureri abdominale, salivare, diaree difuză și simptome de colaps, cum ar fi amețeli și frig. Simptomele pot apărea 15 minute până la 1 oră după o masă. Toxina încă nu este cunoscutä. În anul 1949 a fost documentată o otrăvire cu această ciupercă în masă la Leipzig. În total, 418 persoane au fost afectate de această intoxicare.

### Comestibilitate
Lăptarul gri-roz poate fi folosit uscat și măcinat în formă de pulbere în cantități mici ca condiment pentru supe, ciorbe, chiftele etc. Mirosul amintește atunci deosebit de tare de leuștean cu nuanțe ușoare de țelină, motiv pentru care ciuperca este culeasă de unii culegători.